# Léon Brillouin
Léon Brillouin (7. srpna 1889 Sèvres – 4. října 1969 New York) byl francouzský fyzik, jenž se zabýval především kvantovou mechanikou a fyzikou pevných látek. Jeho další práce se zabývaly šířením radiových vln v atmosféře a teorií informace.

## Život
V letech 1908 až 1912 studoval v Paříži na École normale supérieure. V roce 1912 odjel na studijní pobyt do Mnichova kde mu přednášel profesor Arnold Sommerfeld, pracoval zde také Max von Laue. Během první světové války sloužil v armádě. Po skončení války obdržel v roce 1920 doktorský titul. V disertační práci se zabýval kmity atomů v krystalech a jejich šířením a dále interakcemi monochromatického světla s akustickými vlnami, čímž dochází ke změně jeho frekvence; tento jev byl později označen jako Brillouinův rozptyl.
Po přepadení Francie nacistickým Německem roku 1940 odešel nejdříve do Vichy a koncem roku emigroval do USA, kde žil až do konce svého života v roce 1969.